# Дјапаловце
Дјапаловце (слч. Ďapalovce) насељено је мјесто са административним статусом сеоске општине (слч. obec) у округу Вранов на Топлој, у Прешовском крају, Словачка Република.

## Становништво
| Година:    | 1994. | 2004.   | 2014.   | 2024.   |
| ---------- | ----- | ------- | ------- | ------- |
| Број људи: | 513   | 486     | 461     | 415     |
| Разлика:   |       | -5,26 % | -5,14 % | -9,97 % |

| Година:    | 2023. | 2024.   |
| ---------- | ----- | ------- |
| Број људи: | 417   | 415     |
| Разлика:   |       | -0,47 % |

Према подацима о броју становника из 2024. године насеље је имало 415 становника.